# Ізмір-Ататюрк (стадіон)
Ізмір Ататюрк (тур. İzmir Atatürk Stadyumu) — багатоцільовий стадіон в Ізмірі, Туреччина. В даний час використовується в основному для футбольних матчів. Вміщує 51 337 осіб. Він був побудований у 1964 році, і зовсім недавно відремонтований в 2005 році. На стадіоні проводить свої домашні матчі футбольний клуб «Каршияка». На стадіоні проходили Середземноморські ігри 1971 і Літня Універсіада 2005. Стадіон також приймав фінал Кубка Туреччини з футболу в 2009, в якому «Бешикташ» переміг «Фенербахче» з рахунком 4-2 і став восьмиразовим володарем кубка.
Стадіон названий на честь засновника Турецької Республіки — Мустафи Кемаля Ататюрка.